# Paolo Tofoli
Paolo Tofoli (ur. 14 sierpnia 1966 w Fermo) – włoski siatkarz, były reprezentant Włoch występujący na pozycji rozgrywającego, trzykrotny medalista olimpijski, mistrz świata i Europy oraz trener siatkarski.

## Kariera zawodnicza
- 1983–1985 Virtus Fano
- 1985–1990 Petrarca Pallavolo
- 1990–1997 Sisley Treviso
- 1997–1998 Conad Ferrara
- 1998–2001 Roma Volley
- 2001–2005 Itas Diatec Trentino
- 2005–2006 RPA Perugia
- 2006–2009 M. Roma Volley

## Kariera trenerska
- 2010–2011 Scavolini Pesaro
- 2012–2013 Volley Brolo
- 2014–2016 Tuscania Volley
- 2016–2017 Emma Villas Volley
- 2017–2018 Pallavolo Azzurra Alessano
- 2018–2019 BCC Castellana Grotte
- 2019–2020 Tuscania Volley

## Sukcesy
- Mistrzostwo Świata: 1990, 1994
- Puchar Świata: 1995
- Puchar Wielkich Mistrzów: 1993
- Mistrzostwo Europy: 1989, 1993, 1995, 1999
- Zwycięstwo w Lidze Światowej: 1990, 1991, 1992, 1994, 2000
- Puchar Ligi Mistrzów: 1995
- Puchar CEV: 1991, 1993, 2000, 2008
- Superpuchar Europy: 1994
- Mistrzostwo Włoch: 1994, 1996, 2000
- Puchar Włoch: 1993
- Medale igrzysk olimpijskich: 1996, 2004 (srebrny), 2000 (brązowy)

## Odznaczenia
- 21 lipca 2000 został odznaczony Orderem Zasługi Republiki Włoskiej V klasy[2].
- 27 września 2004 został odznaczony Orderem Zasługi Republiki Włoskiej IV klasy[3].